# Pražská kuchyně

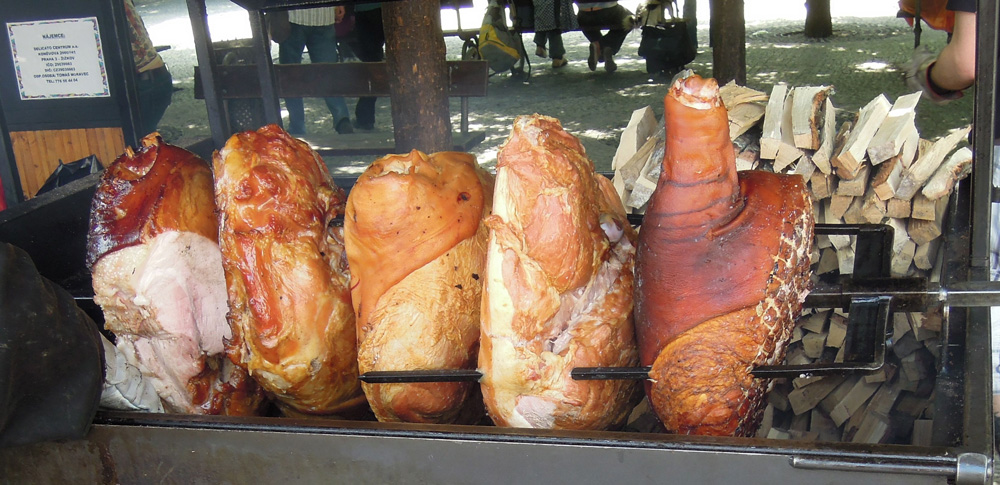
Pražská šunka prodávaná ve stánku na Staroměstském náměstí

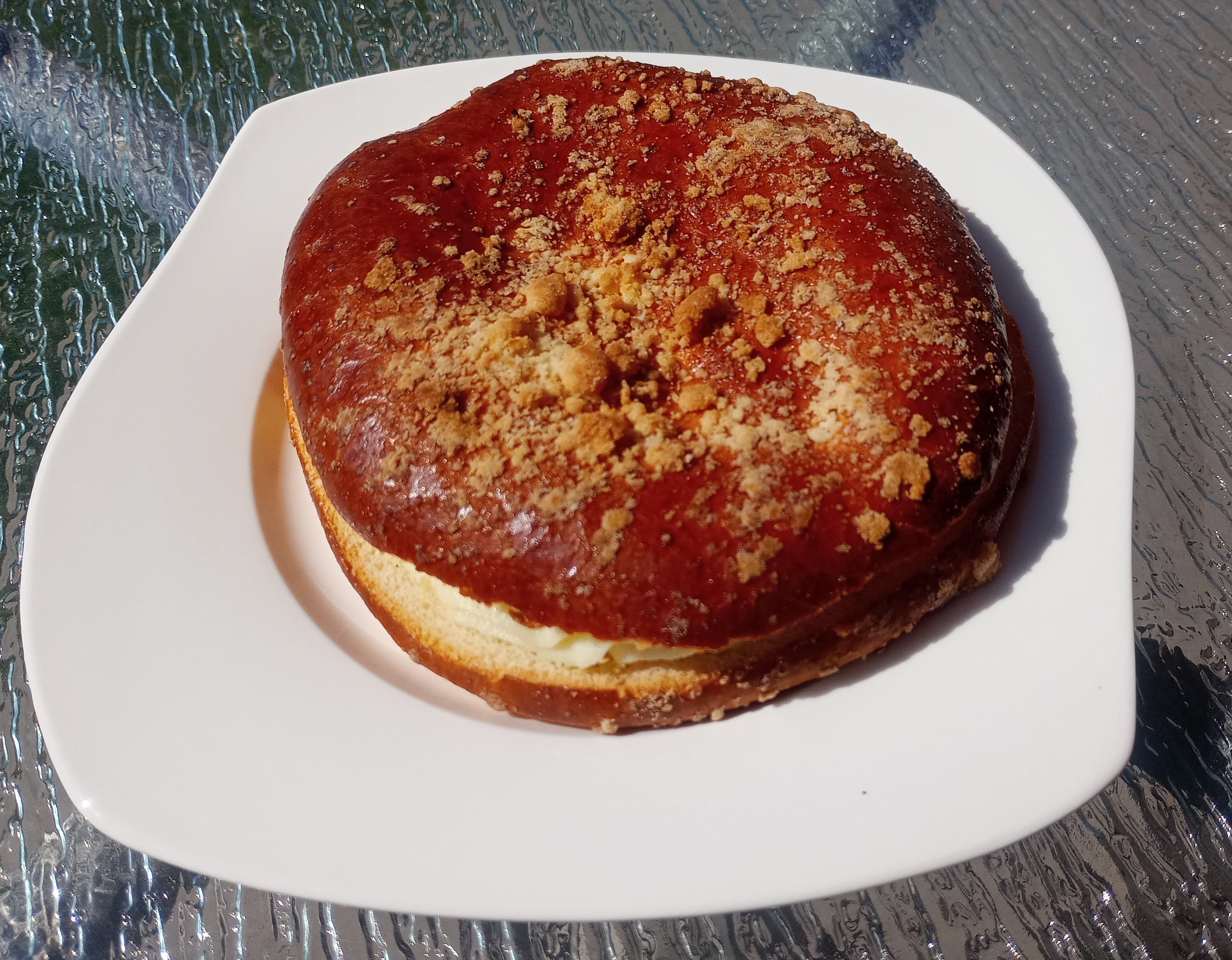
Pražský koláč

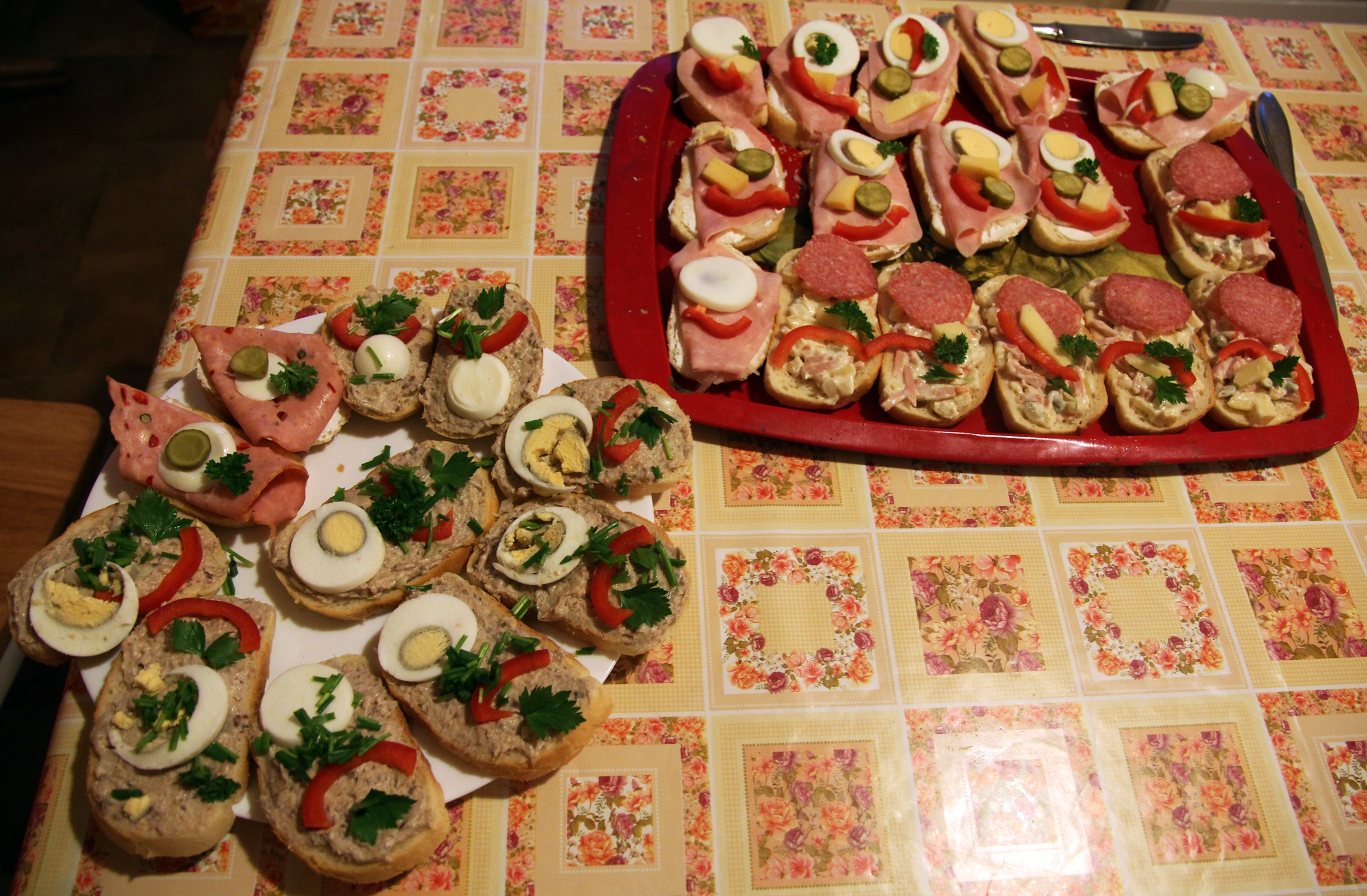
Chlebíčky byly poprvé vyrobeny v Praze

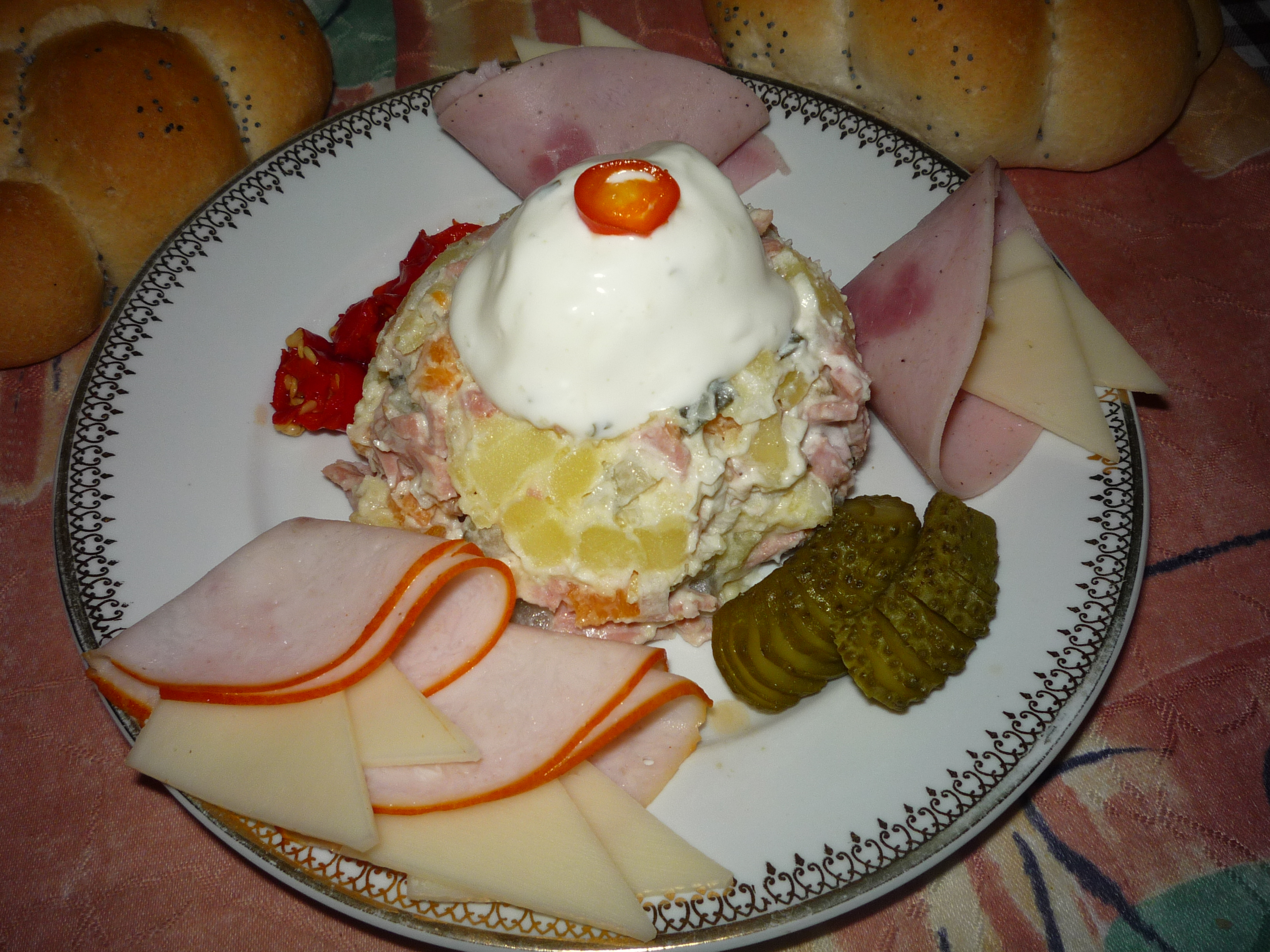
Ruské vejce

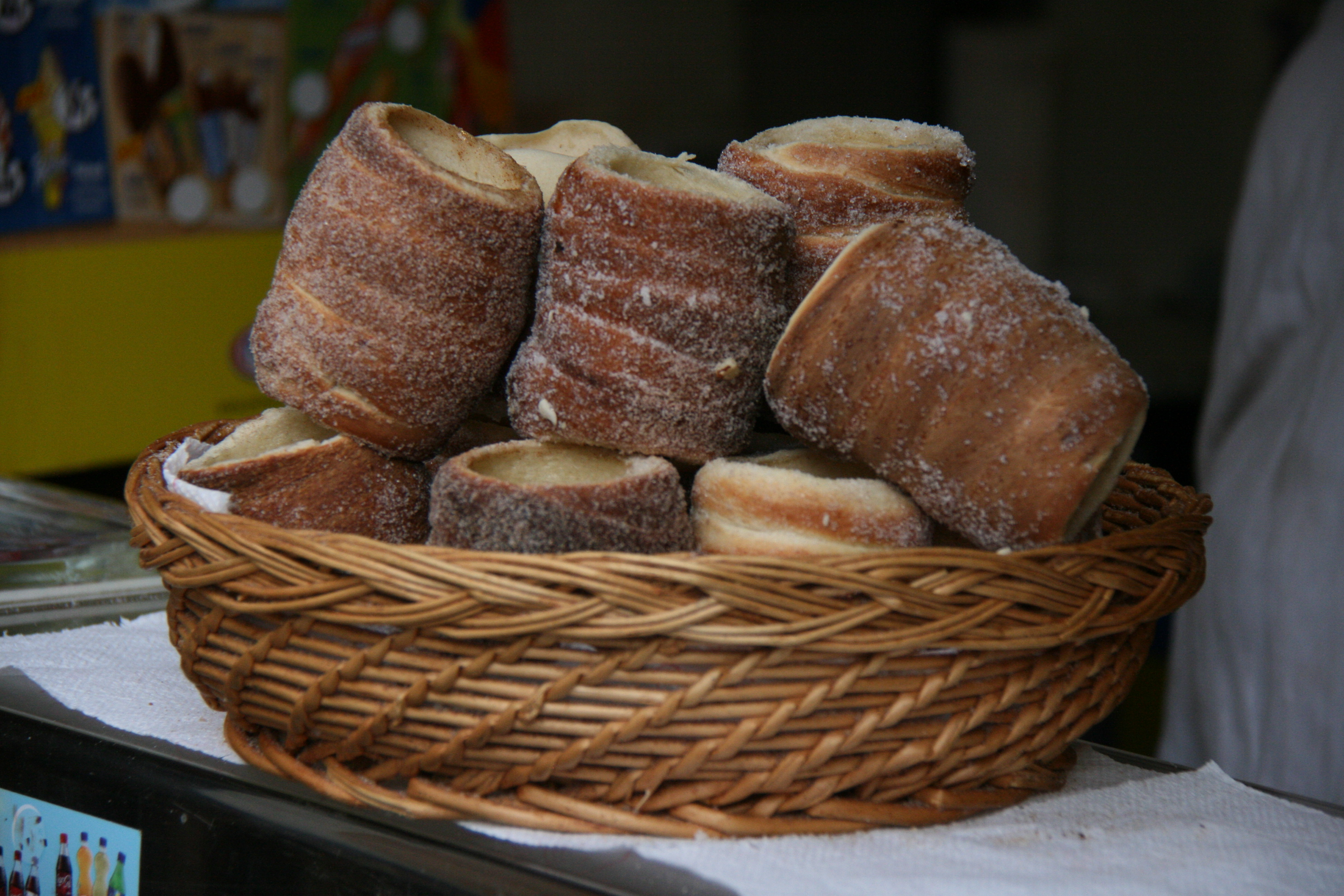
Košík s trdelníky, které jsou často prodávané v ulicích Prahy

V Praze se tradičně podávají pokrmy z české kuchyně, lze se zde však setkat s pokrmy z dalších kuchyní (například vietnamské). Asi nejznámější pokrm pocházející z Prahy je pražská šunka, která byla poprvé vyrobena v Praze, odkud se rozšířila do dalších částí světa. Zákuskem, který je pražskou regionální specialitou, je pražský koláč.

## Jídla vynalezená v Praze
- Pražská šunka, tento typ šunky poprvé vyrobil pražský uzenář František Zvěřina v roce 1857. Pod názvem Prague Ham nebo Prager Schinken se rozšířila do dalších částí světa. Variantou pražské šunky je tzv. šunka od kosti. Název Pražská šunka je užíván pro výrobek podle tradiční receptury; neznamená, že byla vyrobena v Praze.[5][6]
  - V angličtině se díky pražské šunce vžil název Prague powder (pražský prášek) pro směs soli a dusičnanu sodného používanou na výrobu uzenin.[9]
- Chlebíčky, obložené chlebíčky v dnešní podobě připravil na začátku 20. století pražský lahůdkář Jan Paukert.[10]
- Ruské vejce, nejspíše bylo poprvé připraveno v pražském automatu Koruna v 50. letech 20. století.[11]
- Ovocný jogurt, byl poprvé připraven v Radlické mlékárně v roce 1933.[12]
- Pivní rohlík, pivní rohlík začala poprvé ve větším vyrábět pekárna v pražské Korunní ulici.[13]

## Pražská pouliční jídla
V ulicích Prahy se podává podobné občerstvení jako v ostatních českých městech (klobásy, párek v rohlíku). V ulicích Prahy jsou také časté stánky podávající trdelník, který ale nemá v Praze tradici, trdelník je tradiční pokrm ze slovenské, maďarské, švédské a částečně také moravské kuchyně. Podávají se i další varianty trdelníku, například se zmrzlinou.

## Pražské pivo
Mezi pražské značky piva patří Staropramen a Braník. V Praze také funguje jedny z nejstarších dodnes fungujících českých pivovarů, pivovar U Fleků a Břevnovský klášterní pivovar.
V Praze také funguje celá řada minipivovarů, například Počernický, Kbelský, Kunratice nebo Spojovna.

## Vinařství v Praze
Vinařství má v Praze a jejím okolí dlouhou tradici, již od 11. století, od vinic je například odvozen název pražské čtvrti Vinohrady. Mezi nejvýznamnější vinice patří Salabka a vinice svaté Kláry v Troji, vinice se ovšem nacházejí mj. i v Grébovce nebo pod Pražským hradem (Svatováclavská vinice). Celková pražská produkce vína je nicméně minimální.
Vinařská obec Praha patří pod vinařskou oblast Čechy, podoblast mělnickou.

## Staropražská kuchyně
Existuje několik pokrmů, které byly dříve pro Prahu typické, například:
- Ovenecký sýr, pomazánka z másla, brynzy, jogurtu a bylinek[22]
- Štika s hořčičnou omáčkou
- Kaldoun, polévka z drůbežích drůbků[23]
- Šneci po pražsku, nádivka se šnečím masem[24]
- Petřínské buchty, buchty z tvarohu kulatého tvaru[25]